# Mamba zelená
Mamba zelená, také mamba západoafrická (Dendroaspis viridis) je dlouhý, štíhlý a vysoce jedovatý stromový had z čeledi korálovcovitých. Žije v západní Africe. Je to velmi rychlý, hbitý a útočný had, který loví svou kořist (ptáky, malé savce, žáby, plazy) v korunách stromů i na zemi. Když má možnost, konfrontaci s člověkem se vyhne, nicméně pokud je zahnán do úzkých, může být velmi nebezpečný.

## Vzhled
Mamba zelená je menší než její příbuzná mamba černá a přibližně stejně velká jako mamba úzkohlavá a mamba Jamesonova, kterým se podobá i svým zbarvením. Je to had s dlouhým a velmi štíhlým tělem a zužujícím se dlouhým ocasem. Samice jsou větší než samci. Průměrná délka dospělého jedince se pohybuje mezi 1,4 až 2,1 metry. Některé exempláře mohou dorůst až délky kolem 2,5 metru. Hlava je plochá a protažená, oči jsou středně velké, s kulatými zornicemi a žlutohnědou duhovkou. Krk dokáže částečně zploštit. Obvyklé zbarvení je zelenavě žluté, olivově zelené či smaragdově zelené. Zřídka se však mohou vyskytovat i světlemodře či žlutě zbarvení jedinci. Šupiny pokrývající tělo mají černé okraje, to je hlavní rozlišovací znak oproti mambě úzkohlavé, která má rovněž zelenou barvu a někdy se též nazývá „mamba zelená“. Vzhledem podobná je též mamba Jamesonova, jejíž šupiny mají rovněž černý okraj. Hřbetní šupiny mamby zelené jsou zkosené, hladké, rovné a na příslušníka čeledi korálovcovitých nezvykle velké.

## Výskyt

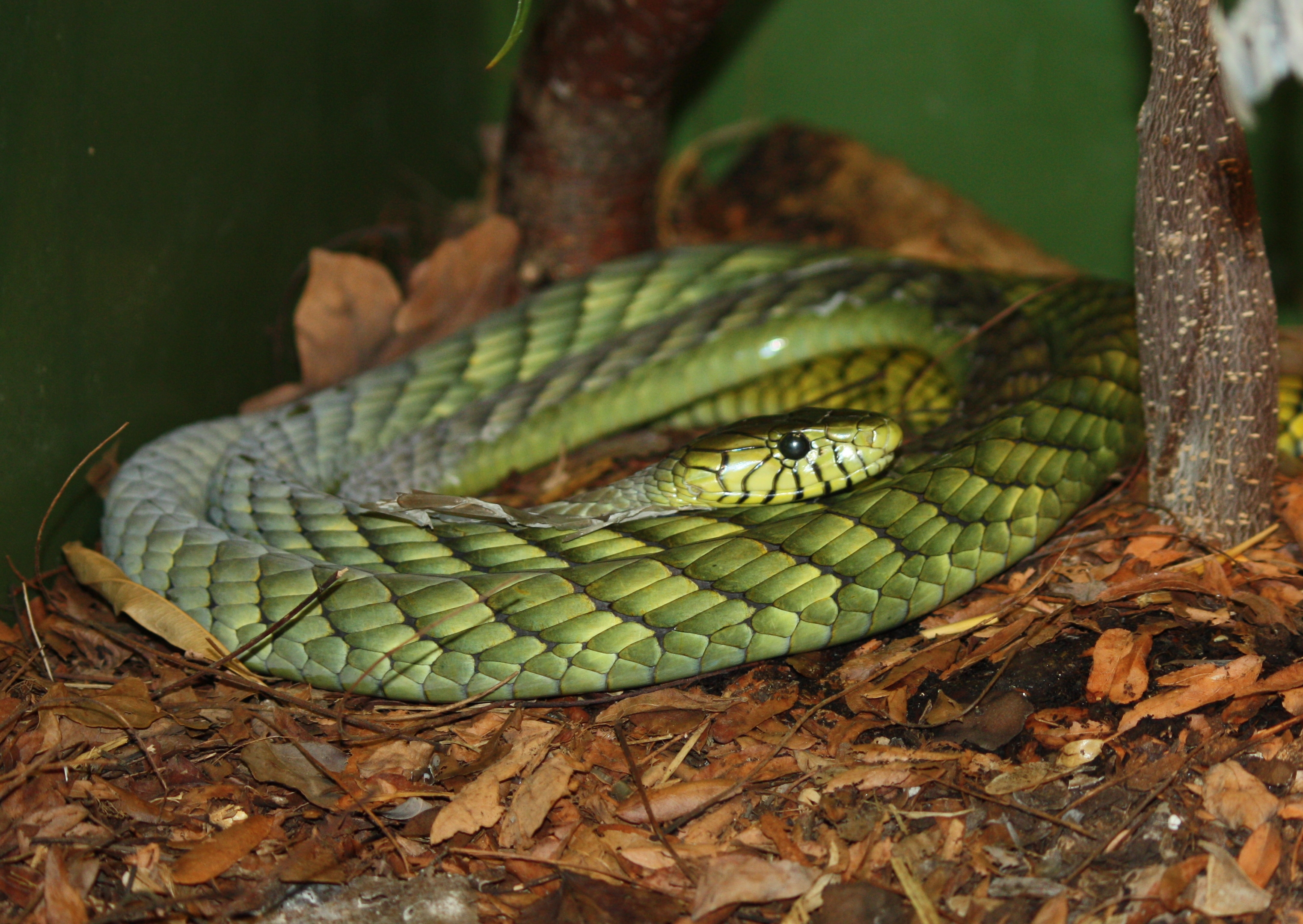
Mamba zelená stočená do klubíčka

Mamba zelená je původem ze západní Afriky a vyskytuje se v jižním Senegalu, Gambii, Guineji-Bissau, Guineji, Sieře Leone, Libérii, Pobřeží slonoviny, Ghaně, Togu, Beninu, a na jihovýchodě Nigérie. Objevuje se i v nejjižnější části Mali podél hranice s Pobřežím slonoviny, v západním Kamerunu a v Gabonu.

## Prostředí
Mamba zelená žije především v pobřežním tropickém deštném lese, v houštinách a v zalesněných oblastech západní Afriky. Přestože se nachází převážně v hustých pralesech, dokáže přežít i v oblastech, kde byly vykáceny stromy, pokud je tam dostatek křovin. V oblastech, kde došlo k silnému narušení jejich přirozeného životního prostředí nebo k úplnému vykácení stromů a křovin, se tito hadi stahují do okrajových částí měst, kde je dostatek zeleně a žijí zde v křovinách či v korunách stromů v parcích a na dalších vhodně ozeleněných plochách.

## Chování

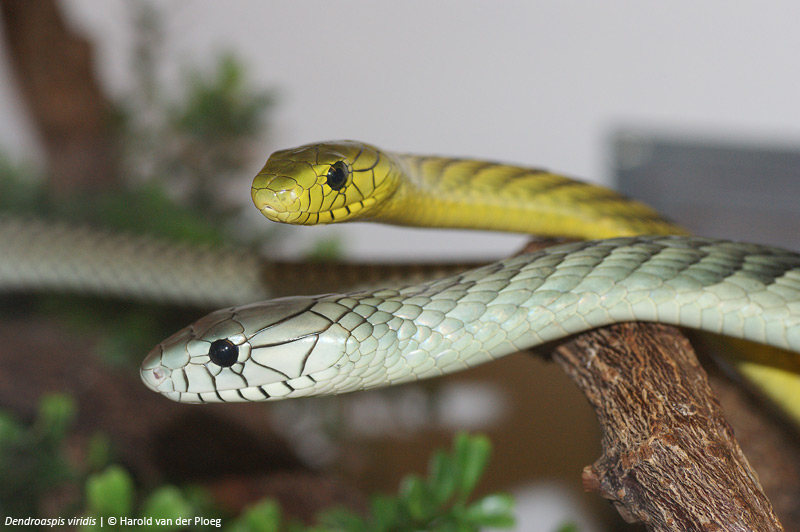
Dva různě zbarvení jedinci mamby zelené

Mamba zelená je převážně denní tvor, může však být aktivní i v noci. Jde sice o stromového hada, ale pohybuje se často i po zemi. Ve skutečnosti je na zemi při lovu stejně doma jako ve větvích. K odpočinku však vyhledává větve stromů, jež jí poskytují ochranu. Jedná se o velmi rychlého, hbitého a útočného hada, který se snadno cítí ohrožen. Je plachý, a je-li vyrušen, snaží se prchnout, obvykle na strom, pokud je to možné, a vyhnout se tak konfrontaci. Ocitne-li se však v úzkých, stává se smrtelně nebezpečným protivníkem, který rozehraje celou škálu agresivního chování, od hlasitého syčení po opakující se prudké útoky.

### Potrava
Přirozenou potravu mamby zelené tvoří především ptáci a drobní savci včetně hlodavců, jako jsou myši, krysy a veverky. Z ostatních savců jsou to příslušníci řádu letounů a luskounů (jen mláďata) a čeledi rejskovitých. Živí se též ještěrkami, žábami a ptačími vejci. Mamby svou kořist aktivně loví, útočí prudce a usmrcují svým jedem.

### Rozmnožování
Tito hadi jsou vejcorodí. Doba březosti trvá 2,5 až 3 měsíce. Samice následně klade 4 až 17 vajec. Dožívá se 12 až 15 let.

### Nepřátelé
Mamba zelená má málo přirozených nepřátel. Největší nebezpečí pro ni představují lidé a draví ptáci. Mohou se rovněž stát kořistí krajt a varanů.

## Jed
Jed mamby zelené je podobný jedu ostatních příslušníků rodu mamba, ale liší se toxicitou a občas i směsí toxinů v jedu. Její jed se skládá převážně z neurotoxinů, kardiotoxinů a fascikulinů. Smrtelná dávka LD50 pro tento druh jedu činí 0,7 až 0,8 mg/kg, přičemž průměrné množství jedu, jímž had disponuje, je 100 mg. Jelikož se tento druh hada nestřetává s člověkem příliš často, nebývá lidí uštknutých mambou zelenou mnoho. Když už k uštknutí dojde, může nastat i smrt. Při uštknutí se obvykle již během 15 minut či méně začínají projevovat příznaky. Běžné příznaky mambou zelenou jsou místní bolest a často zduření, místní odumírání tkáně[nenalezeno v uvedeném zdroji], porucha koordinace pohybů, bolest hlavy, netečnost, dýchací obtíže, závrať, nízký krevní tlak, průjem, mrákoty a ochrnutí. Není-li okamžitě zahájena léčba, začnou se objevovat ještě vážnější příznaky a oběť může zemřít na udušení způsobené ochrnutím dýchacího svalstva. To může nastat podle druhu a vážnosti uštknutí již do jedné hodiny, obvykle však přichází během 2 až 4 hodin. Aktuálně má na svědomí smrt populárního youtubera Graham "Dingo" Dinkelmana.

## Taxonomie
Mamba zelená má tři velmi blízké příbuzné, a sice mambu úzkohlavou (Dendroaspis angusticeps), mambu černou (Dendroaspis polylepis) a mambu Jamesonovu (Dendroaspis jamesoni).